# Pietro Maquignaz
Pietro Giuseppe Maquignaz, född 12 juni 1904 i Valtournenche i Aostadalen, död 3 november 1969 i Aosta, var en italiensk längdåkare. Han medverkade vid olympiska vinterspelen 1928, där han deltog i laget som kom fyra i militärpatrull.